# La fortezza nascosta
La fortezza nascosta (隠し砦の三悪人?, Kakushi-toride no san-akunin, lett. "Tre cattivi della fortezza nascosta") è un film del 1958, diretto da Akira Kurosawa.
La pellicola segue di un anno Il trono di sangue e, come quest'ultimo, può essere fatta rientrare nel jidaigeki (dramma storico), che, insieme al dramma di ambientazione contemporanea, rappresenta una delle due categorie in cui si articola tutta la produzione di Kurosawa sino agli anni settanta. Il film è anche il primo di una serie di tre (seguiranno La sfida del samurai del 1961 e Sanjuro del 1962) in cui, accanto all'elemento epico, si trovano gli elementi comici e grotteschi di certa tradizione teatrale di genere picaresco (il kabuki).
Nel 2008 ne è uscito un remake diretto da Shinji Higuchi intitolato Kakushi toride no san akunin.

## Trama

Da sinistra a destra, nei panni dei quattro protagonisti: Misa Uehara, Toshirō Mifune, Minoru Chiaki, Kamatari Fujiwara

In un Giappone feudale, dilaniato da conflitti interni, il generale Rokurota Makabe, a seguito della sconfitta e della morte del suo signore, deve portare in salvo, in territorio neutrale, la sedicenne principessa erede al trono (Yuki) e il tesoro dello stato - sbarre d'oro camuffate dentro rami secchi - necessario a finanziare la riscossa.
Mettendo a buon partito l'avidità, nonché la furbizia e il buon senso di Matakishi e Tahei, uomini del popolo alla ricerca di un riparo dall'inferno che infuria tutt'intorno, e tenendoli all'oscuro dell'identità sua e della principessa, riesce ad attraversare, tra mille insidie, il territorio nemico e a portare a termine la missione.

## Influenze
George Lucas fu influenzato da questo film per il suo Guerre Stellari (1977), soprattutto nel raccontare la storia dal punto di vista dei personaggi minori (C-3PO e R2-D2).

## Riconoscimenti
- 1959 - Festival di Berlino
  - Orso d'argento per il miglior regista
  - Premio FIPRESCI